# Prison du comté de Cook
Cook County Jail
La prison du comté de Cook (en anglais : Cook County Jail) est une prison qui s'étend sur 39 hectares située au 2700 South California Avenue, dans le secteur de South Lawndale à Chicago, dans l'État de l'Illinois, aux États-Unis. Elle est gérée par le Cook County Department of Corrections (CCDOC) qui lui-même dépend du bureau du shérif du comté de Cook (Cook County Sheriff's Office).
La prison du comté de Cook s'étend sur huit pâtés de maisons et constitue l'une des plus grandes prisons à site unique du pays. En 2017, le comté de Cook exploitait le troisième système pénitentiaire des États-Unis en termes de population carcérale (après les systèmes pénitentiaires du comté de Los Angeles et de New York).
La prison a détenu plusieurs criminels célèbres, dont Al Capone, Tony Accardo, Frank Nitti, Sam Giancana, Larry Hoover, Jeff Fort, Richard Speck, John Wayne Gacy et les Chicago Seven.

## Description
La prison du comté de Cook est l'un des trois sites de l'État de l'Illinois où des exécutions ont été effectuées par électrocution. Entre 1928 et 1962, la chaise électrique a été utilisée 67 fois dans cette prison, y compris la dernière électrocution de l'État, celle de James Duke, le 24 août 1962. Les autres électrocutions de l'État ont été effectuées au centre correctionnel de Stateville à Crest Hill et au centre correctionnel Menard (en) à Chester.
Au centre correctionnel métropolitain de Chicago (Metropolitan Correctional Center ; MCC Chicago), les femmes détenues qui ont besoin d'être isolées sont, depuis 2005, emmenées à la prison du comté de Cook, car le quartier d'isolement du MCC Chicago est réservé aux hommes.

## Histoire

### XIXesiècle
Le comté de Cook a été créé par une législature de l'État de l'Illinois en 1831. Chicago, un petit bourg non constitué en municipalité comptant moins de 60 habitants, était le siège du comté. La première prison du comté et son tribunal étaient regroupés au sein d'un petit bâtiment en bois construit en 1835. 15 ans plus tard, face à l'explosion démographique de la région, il devint trop petit.
Du milieu à la fin du XIXe siècle, les suspects d'affaires criminelles graves étaient détenus dans le bâtiment connu sous le nom de Cook County Criminal Court Building (actuel Courthouse Place) sur Hubbard Street à Chicago, une prison rattachée au palais de justice (la partie prison se trouvait dans le même pâté de maisons, à l'arrière, et était parfois appelée « prison de Dearborn-Illinois », en référence au fait qu'elle se trouvait à l'angle de Dearborn Street et Illinois Street). Le comté a construit un tribunal et une prison plus grands sur Hubbard Street pour les délinquants en attente de jugement pour des crimes graves. Une fois condamnés, les prévenus étaient transportés à la prison d'État. Les délinquants arrêtés à Chicago pour des délits mineurs étaient détenus pendant quelques jours ou quelques semaines à la prison municipale de Bridewell, à l'angle de Polk Street et Wells Street.
La population de la ville continue d'augmenter, tout comme la criminalité. En 1871, la prison de Bridewell est déplacée à l'angle de la 26th Street et de California Street (au moment du Grand incendie de Chicago) et fut rebaptisée « Chicago House of Corrections », accueillant une moyenne de 419 individus en détention par jour. Jusqu'au début du XXe siècle, les détenus mineurs sont détenus avec la population générale ; seules les femmes sont placées en isolement.

### XXesiècle
Submergée par une population en constante surcharge, le tribunal et la prison de Hubbard Street ont été rénovés et agrandis à petite échelle. Dans les années 1920, la prison abritait près du double de sa capacité, soit 1 200 personnes, et une pénurie de salles d'audience entraînait un retard dans le traitement des affaires. Bien que réticent à déplacer le tribunal et la prison du comté loin du centre-ville de Chicago, la première prison du comté a commencé à se développer à proximité de la Chicago House of Corrections (la prison municipale). Les installations comprenaient une population quotidienne combinée d'environ 3 200 personnes en détention, ce qui était alors considéré comme la plus grande concentration de personnes en détention dans le monde libre.
Au milieu des années 1950, la prison a doublé sa capacité, avec 2 400 personnes en détention par jour. L'administration de la prison s'efforce d'accueillir les personnes qui auraient dû purger leur peine en prison mais qui sont désormais condamnées par le comté.
La responsabilité de l'hébergement des condamnés à mort est passée de l'État au comté, ce qui n'a fait qu'ajouter des responsabilités et des complications à la gestion de la prison. L'accroissement démographique a encore exacerbé le problème, passant de 7 % de personnes condamnées par le comté en 1929 à 60 % de personnes condamnées en 1954, certaines purgeant des peines allant jusqu'à 5 ans.
La détérioration des conditions a nécessité une réforme de la justice pénale, et l'Assemblée générale de l'Illinois a voté la fusion des prisons du comté et de la ville en une seule autorité correctionnelle. Après plus de 40 ans de fonctionnement indépendant, la nouvelle entité connue sous le nom de « Cook County Department of Corrections » (CCDOC), supervisé par le Bureau du shérif du comté de Cook (Cook County Sheriff's Office) a regroupé le personnel et les personnes en détention en une seule entité rationalisée.
Sous l'impulsion d'une série d'ordonnances de tribunaux fédéraux et de la surpopulation carcérale, le CCDOC a continué à augmenter la capacité d'accueil de la prison.

### XXIesiècle

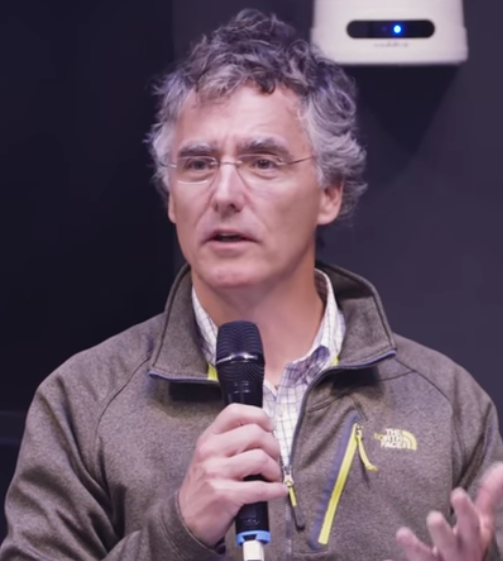
Thomas Dart, shérif du comté de Cook, est le superviseur de la prison du comté.

En 2006, Thomas « Tom » Dart est élu à la tête du bureau du shérif du comté de Cook. Dart est chargé de superviser le service de police du comté qui patrouille et enquête sur les crimes, tout en recherchant les fugitifs, à travers tout le comté de Cook. Il supervise également près de 10 000 détenus et 3 000 agents correctionnels à la prison du comté de Cook. Ancien législateur et procureur général de l'État, Dart a mis à profit son expérience diversifiée pour apporter une approche unique à chacun de ces efforts au sein du département du shérif. En 2009, le Time Magazine a nommé Dart parmi les 100 personnes les plus influentes de l'année.
La prison du comté de Cook a enregistré l'un des plus forts taux d'infections liée à la pandémie de Covid-19 de tous les États-Unis. Le 22 avril 2020, au moins 812 cas liés au Covid-19 ont été enregistrés dans la prison. En raison d'un manque de tests, le nombre réel d'infections liées à la pandémie serait plus élevé,. La population carcérale de la prison a diminué de près d'un cinquième pendant la pandémie de coronavirus après qu'un juge de l'État ait ordonné un examen des cas impliquant des détenus à faible risque, principalement non violents. Au moins six détenus et un gardien sont morts,.
Le 26 juillet 2022, il y a eu un cas lié à la variole du singe dans la prison avec un détenu testé positif pour le virus. L'agence américaine des Centres pour le contrôle et la prévention des maladies (Centers for Disease Control and Prevention ; CDC) a recommandé un traitement post-exposition (TPE) et une surveillance quotidienne des symptômes pendant 21 jours après la dernière exposition pour les 57 résidents potentiellement exposés.

## Rapport du département de la Justice
En juillet 2008, la division des droits civils du département de la Justice des États-Unis a publié un rapport concluant que les droits civiques des détenus au titre du Huitième amendement de la Constitution des États-Unis ont été systématiquement violés,. Le rapport a constaté que la prison du comté de Cook n'a pas protégé de manière adéquate les détenus contre les dommages ou les risques de dommages causés par d'autres détenus ou par le personnel, n'a pas assuré une prévention adéquate des suicides, des conditions environnementales sanitaires adéquates, des mesures de sécurité incendie adéquates, et des soins médicaux et de santé mentale adéquats.
Les violations spécifiques alléguées qui ont donné lieu à des sanctions fédérales et/ou à des recours collectifs sont les suivantes :
- passages à tabac systématiques par les agents de correction ;

- mauvaise qualité de la nourriture ;

- détenus contraints de dormir sur le sol des cellules en raison de la surpopulation et de la mauvaise gestion de l'établissement (ce qui a donné lieu à un règlement de 1 000 dollars par détenu dans le cadre d'un recours collectif) ;

- infestation de rongeurs et blessures causées aux détenus endormis par des morsures de rats et de souris ;

- violations de la vie privée lors de multiples fouilles corporelles invasives ;

- défaut de fournir des soins médicaux adéquats, y compris la non-distribution de médicaments ;

- tests obligatoires invasifs et douloureux pour détecter les infections sexuellement transmissibles (IST) chez les hommes (ce qui a donné lieu au règlement d'un recours collectif de 200 dollars par détenu) ;

- temps d'attente inutilement long pour la libération en cas de paiement de la caution, de fin de peine ou d'abandon des charges. Les temps d'attente dépassent couramment 8 heures, dont la quasi-totalité est passée avec de nombreux détenus entassés dans de minuscules cellules.

## Divisions
Le Cook County Department of Corrections (CCDOC) est l'un des plus grands établissements de détention provisoire de comté des États-Unis. Détenant principalement des personnes en détention provisoire, le département admet environ 100 000 détenus par an et compte en moyenne 9 000 personnes par jour. L'établissement s'étend sur plus de huit pâtés de maisons dans le secteur de South Lawndale (au sud-ouest de Downtown) et compte dix divisions, un centre de services de santé, deux départements éducatifs, une agence privatisée de services alimentaires et d'économat, et quatre départements supplémentaires du Bureau du shérif.
Ci-dessous, la liste des différentes Divisions carcérales hébergeant des détenus. Les Divisions I, V, VII, VIII sont principalement des bâtiments et annexes qui abritent des bureaux administratifs, des salles de sports, des salles de conférences et d'autres activités.

### Division II
Construite en 1955, la Division II a été conçue pour accueillir 870 personnes en détention dans un environnement de type dortoir. Autrefois, elle faisait partie du système correctionnel de la ville de Chicago, avant d'être confiée au bureau du shérif en 1970 et combinée avec la Division I pour former le Cook County Department of Corrections (CCDOC). Actuellement, la Division II dispose de 3 dortoirs individuels de trois étages pouvant accueillir 592 personnes en détention, et d'un dortoir d'un seul étage avec 2 sections séparées pouvant accueillir un total de 684 personnes. La Division II héberge actuellement des individus masculins de la population générale en détention, de classification minimale ou moyenne.

### Division III
Ouverte en 1985 avec une capacité d'hébergement de 434 personnes, l'annexe de la Division III est exclusivement réservée aux femmes. La Division III est un bâtiment de plain-pied comprenant 16 unités de type dortoir avec des zones pour les programmes éducatifs, professionnels et religieux.

### Division IV
Conçu pour accueillir 704 personnes en détention, ce bâtiment de deux étages et de 16 ailes a ouvert ses portes en 1975. Le bâtiment contient également une scène et un centre de loisirs principal.

### Division VI
Construite en 1979, la Division VI est un bâtiment de deux étages comportant 24 ailes et pouvant accueillir 992 personnes en détention. La Division VI accueille actuellement des personnes en détention classées sécurité moyenne et minimale. La Division se trouve au 2801 S. Sacramento Ave.

### Division IX
Ouverte en décembre 1992, la Division IX a été conçue pour accueillir 1 056 hommes à sécurité maximale. Actuellement, la Division IX, qui est composée de deux bâtiments de trois étages reliés entre eux, accueille des détenus de la population générale ayant une classification de sécurité moyenne et maximale. La division abrite également les unités de réadaptation, où sont logés les détenus qui ont enfreint les règles et règlements de l'établissement, ainsi que la garde de protection pour les détenus à sécurité maximale. Elle se trouve au 2834 W. 31st Street.

### Division X
Ouverte en décembre 1992, la Division X est une structure à sécurité maximale de quatre étages conçue pour accueillir 768 hommes en détention. En 2008, la Division X a été convertie en bâtiment de soins médicaux et de soins psychologiques aigus, dose par dose, qui accueille des détenus de toutes les catégories de sécurité. Actuellement, la Division 10 accueille des hommes de la population générale. Elle se trouve au 2950 S. California Boulevard.

### Division XI
Ouverte en 1995, la Division XI est un établissement de sécurité moyenne ultramoderne. Constituée d'un noyau central entouré de quatre PODS de logement, la Division XI peut accueillir 1 536 individus masculins en détention de toutes les classifications de niveau de sécurité. Toute activité est contrôlée et surveillée par un système de sécurité à écran tactile. La Division XI abrite un programme culinaire « Recette pour le changement » destiné aux personnes en détention, ainsi que d'une cuisine opérationnelle. Elle se trouve au 3015 S. California Blvd.

### Division XVI
Ouverte en 1997 et d'une capacité d'hébergement de 200 individus, la Division XVI, anciennement le Vocational Rehabilitation Impact Center (VRIC), a été renommé en juillet 2012. Elle a été conçue pour les délinquants non violents condamnés par le tribunal et était situé sur un complexe d'environ dix bâtiments. Il comprenait deux bâtiments éducatifs, quatre dortoirs, un mess, un dortoir d'accueil contenant des bureaux médicaux et de conseil, une guérite, un gymnase et un bâtiment administratif. Le programme VRIC a été déplacé dans une autre zone du complexe pénitentiaire en octobre 2017. La Division XVI a été rouverte en mars 2020 en raison de la pandémie de Covid-19, afin de fournir une installation d'isolement séparée au sein de la prison du comté de Cook. Actuellement, la Division XVI héberge des personnes en détention qui participent à des programmes du Bureau du shérif du comté de Cook tels que le Centre de transition en santé mentale.

### Opérations externes
Les opérations externes sont responsables de la sécurité des périmètres de l'établissement, ainsi que du transport des personnes en détention vers et depuis les comparutions devant les tribunaux, l'hôpital et la clinique pénitentiaire.